# Geografia dell'Ucraina
L'Ucraina è situata nell'Europa orientale, il territorio è caratterizzato dalla steppa della pianura est-europea e solo nell'estremo ovest è attraversato dai Carpazi.

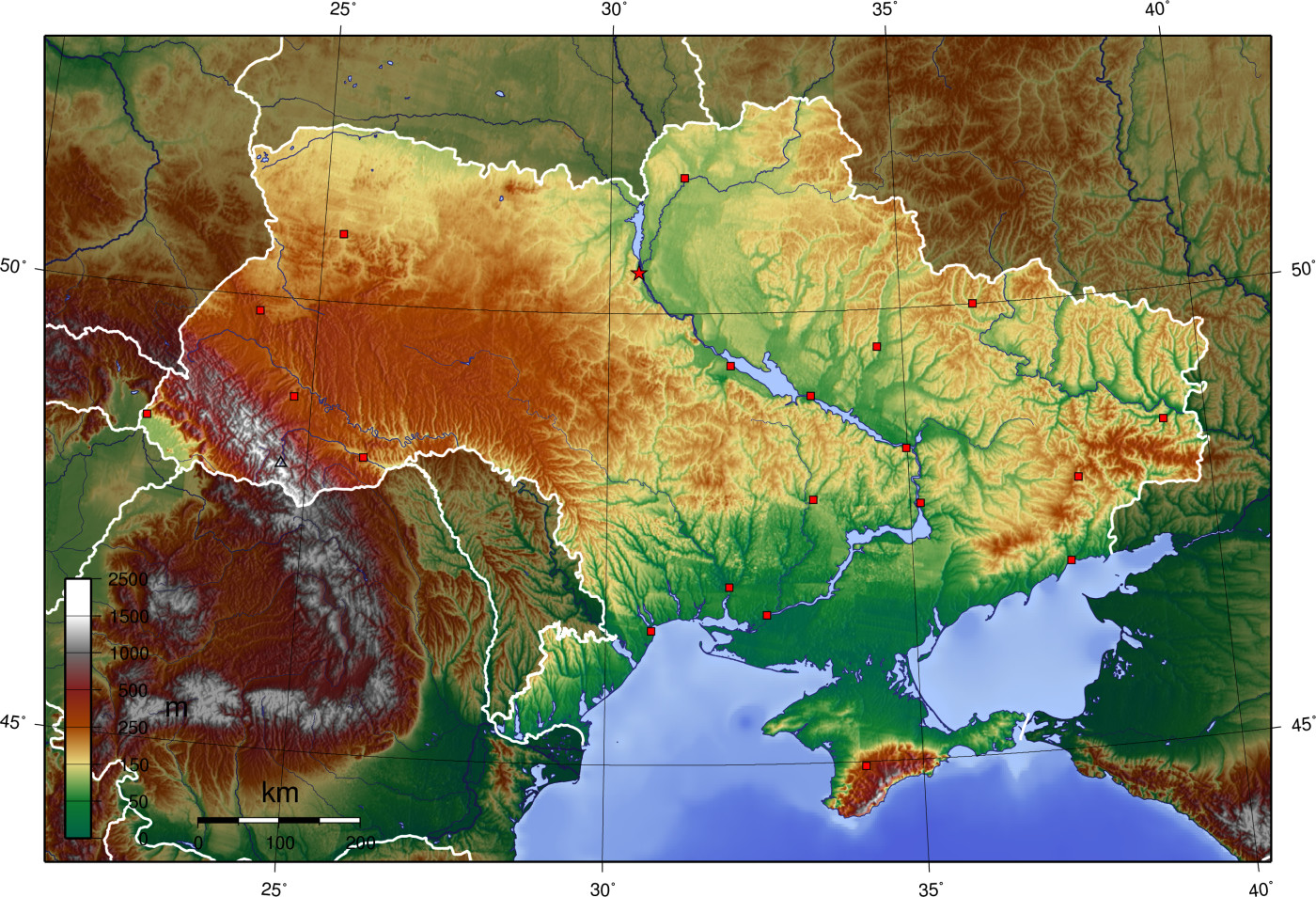
Mappa topografica muta dell'Ucraina

## Dati generali

### Confini
Confina a nord con la Bielorussia, a nord-est ed est con la Russia, a sud-ovest con la Moldavia e con la Romania, e a ovest con l'Ungheria, la Polonia e la Slovacchia.
Si affaccia inoltre sul mar Nero e su una parte del mar d'Azov.

### Superficie
La superficie complessiva del paese è di 576.628 km².
Da un punto di vista morfologico il Paese si può dividere in quattro aree distinte:
- l'estremo occidentale del Paese è attraversato da nord-ovest a sud-est dalla catena montuosa dei Carpazi, in quest'area si ha anche il punto più elevato del paese, il monte Hoverla (2.061 m s.l.m.) sul versante sud-ovest dei Carpazi vi è una piccola area pianeggiante corrispondente alla regione della Rutenia subcarpatica (o Ucraina transcarpatica) che rappresenta l'inizio della vasta pianura ungherese.
- la parte centro-occidentale è caratterizzata dal ripiano podolico, un basamento di rocce granitiche con elevazioni moderate delimitato a sud dal corso del fiume Dnestr ed interrotto da ampie vallate fluviali. A nord, dopo le alture della Volinia, il ripiano podolico digrada lentamente fino alle aree umide e pianeggianti della depressione della Polesia situate al confine con la Bielorussia.
- le pianure alluvionali che seguono il corso dei fiumi Dnepr e Donec. Mentre il medio corso del Dnepr attraversa una zona sabbiosa, ricca di foreste e paludi e poco fertile il basso corso del fiume attraversa un territorio fertilissimo che rappresenta il cuore agricolo del paese. La parte orientale del paese, lungo il corso del fiume Donec è pianeggiante e solo a sud-est vi sono delle modeste alture.
- La fascia litoranea nella quale è compresa la penisola di Crimea separata dal continente dallo stretto istmo di Perekop (8 km). La costa è pianeggiante e caratterizzata dagli ampi estuari dei fiumi fra i quali il Dnepr. Caratteristica degli estuari sono i cosiddetti liman, laghi paludosi formati dai fiumi  separati dal mare. Nella parte meridionale della penisola di Crimea si trova una catena montuosa (Monti della Crimea - Krymskije Gory) larga circa 100 km il cui punto più elevato è il monte Roman-Kosh (1.545 m s.l.m.).

## Idrografia
L'Ucraina è attraversata dal fiume Dnepr che divide il paese da est a ovest, disegnando un ampio arco orientato a est. Il Dnepr è il quarto fiume più lungo dell'Europa (dopo Volga, Danubio e Ural). A partire dal 1932 lungo il suo corso sono stati costruiti numerosi sbarramenti dando origine a diversi laghi artificiali.
Il Dnepr ha una fitta rete di affluenti; oltre la metà dei fiumi del paese appartiene al bacino del fiume. Da ovest vi giungono il Pryp"jat', da nord vi affluisce la Beresina, da nord-est i fiumi Desna e Sosh e da est è alimentato dal fiume Psel.
Altri fiumi rilevanti sono il Nistro, il Bug Occidentale e il Bug Meridionale.
Nel paese si trovano circa 3.000 laghi e oltre 22.000 bacini artificiali.

## Clima
Il clima delle zone interne dell'Ucraina è moderatamente continentale. Il mese più caldo è luglio, quando la temperatura media diurna è di 23 °C; il mese più freddo è gennaio, quando la temperatura media scende anche al di sotto dello zero. Le zone orientali sono in parte raggiunte dalla brezza siberiana, mentre le zone occidentali sono toccate dall'ultimo tratto dei venti caldi del Mediterraneo. Sulla costa, Yalta e Odessa sono leggermente più calde rispetto alle zone dell'interno: in inverno, è raro che di giorno la temperatura scenda sotto lo zero. I mesi più piovosi sono giugno e luglio per quanto riguarda l'interno del paese, dicembre e gennaio per quanto riguarda la costa.
Gran parte dell'Ucraina rientra nella fascia di clima temperato, la Crimea ha un clima umido semitropicale mentre la parte settentrionale e nord-orientale del paese ha clima continentale con inverni rigidi e estati relativamente calde. Nell'area coperta dalla steppa l'estate può essere anche calda e asciutta con occasionali tempeste di sabbia.

## Fonti e bibliografia
Tutti i dati numerici sono tratti da 
- CIA World Factbook 2022